# Pleurothallis saltatoria
Pleurothallis saltatoria är en orkidéart som beskrevs av John Lindley. Pleurothallis saltatoria ingår i släktet Pleurothallis och familjen orkidéer. Inga underarter finns listade i Catalogue of Life.